# Allisen Corpuz
Allisen Corpuz, née le 20 mars 1998 à Honolulu (États-Unis), est une golfeuse professionnelle américaine.
Mise au golf à l'âge de quatre par ses parents, Allisen Corpuz se révèle être très précoce dans la discipline comme l'atteste sa participation au Championnat amateur des États-Unis à l'âge de dix ans, battant ce record alors détenu par Michelle Wie. Elle est durant de nombreuses années l'une des meilleures amateures mais passe professionnelle à 23 ans privilégiant auparavant ses études à l'Université de Californie du Sud. Devenue professionnelle en 2021, elle devient membre la LPGA à partir de 2022. Après une première saison la voyant terminé à la 41e place du classement des gains, elle réussit une seconde année l'amenant à s'emparer de son premier titre professionnel à l'occasion du tournoi majeur de l'Open américain.

## Biographie
Allisen Corpuz remporte un tournoi majeur en 2023 - l'Open américain.

## Palmarès

### Victoires professionnelles
| N° | Date       | Circuit principal | Tournoi        | Score           | Par | Marge   | Finaliste               |
| -- | ---------- | ----------------- | -------------- | --------------- | --- | ------- | ----------------------- |
| 1. | 09/07/2023 | LPGA              | Open américain | 69-70-71-69=279 | - 9 | 3 coups | Charley Hull Jiyai Shin |

## Classement WWGR en fin de saison
Le golf féminin a mis en place un classement mondial, nommé le Women's World Golf Rankings, introduit en 2006.
| Année        | 2022 | 2023 |
| Rang mondial | 48e  | 13e  |